# Mandevilla spruceana
Mandevilla spruceana är en oleanderväxtart som först beskrevs av Muell. Arg., och fick sitt nu gällande namn av Karl Moritz Schumann. Mandevilla spruceana ingår i släktet Mandevilla och familjen oleanderväxter. Inga underarter finns listade i Catalogue of Life.